# Валеева, Лилия Ревгатовна
Лилия Ревгатовна Валеева (род. 20 ноября 1988) — российская самбистка и дзюдоистка, призёр чемпионата России по самбо, мастер спорта России международного класса по самбо.

## Биография
Увлеклась борьбой в 2001 году. Уже через 4 месяца стала серебряным призёром первенства Ульяновской области по дзюдо. Через полтора года перешла к тренеру Олегу Тукшинкину. В 2006 году впервые приняла участие в чемпионате России по самбо. В 2007 году стала призёром молодёжного первенства России по самбо и выполнила норматив мастера спорта.

## Спортивные достижения
- Первенство России по самбо среди молодёжи 2007 года — ;
- Первенство России по самбо среди молодёжи 2008 года — ;
- Первенство мира по самбо среди молодёжи 2008 года — ;
- Этап Кубка мира по самбо 2011 года, Уральск — ;
- Мемориал Анатолия Харлампиева 2011 года — ;
- Чемпионат России по самбо среди женщин 2012 года — ;